# 勒佩尔谢
勒佩尔谢（法語：Le Perchay，法語發音：[lə pɛʁʃɛ] ⓘ）是法国法兰西岛大区瓦兹河谷省的一个市镇，属于蓬图瓦兹区。

## 地理
勒佩尔谢（49°6'40"N, 1°55'57"E）面积5.46 平方千米，位于法国法蘭西島大區瓦兹河谷省，该省份为法国北部内陆省份，北起瓦兹省，西接厄尔省，南至塞纳-圣但尼省、上塞纳省和伊夫林省，东临塞纳-马恩省。
与勒佩尔谢接壤的市镇（或旧市镇、城区）包括：穆西、桑特伊、泰梅里库尔、于斯、科姆尼。

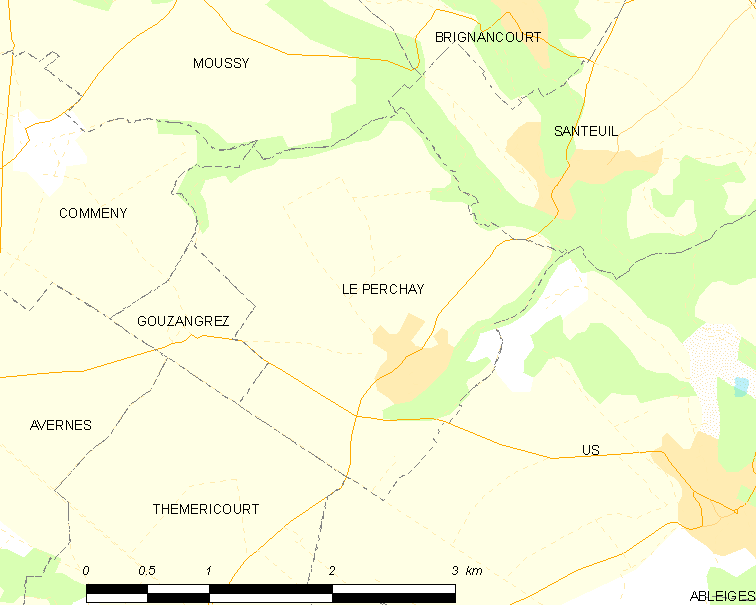
勒佩尔谢的OSM定位图

勒佩尔谢的时区为UTC+01:00、UTC+02:00（夏令时）。

## 行政
勒佩尔谢的邮政编码为95450，INSEE市镇编码为95483。

## 政治
勒佩尔谢所属的省级选区为蓬图瓦兹县。

## 人口

1962-2008年间勒佩尔谢人口变化图示

勒佩尔谢于2022年1月1日时的人口数量为513人。